# Sentier de grande randonnée 36
Le sentier de grande randonnée 36 (GR 36) relie la Manche à la mer Méditerranée, sur plus de mille kilomètres de Ouistreham (Calvados) à Bourg-Madame (Pyrénées-Orientales).
Comme tous les GR, il est entretenu par des bénévoles appelés baliseurs et rattaché à la Fédération française de la randonnée pédestre.

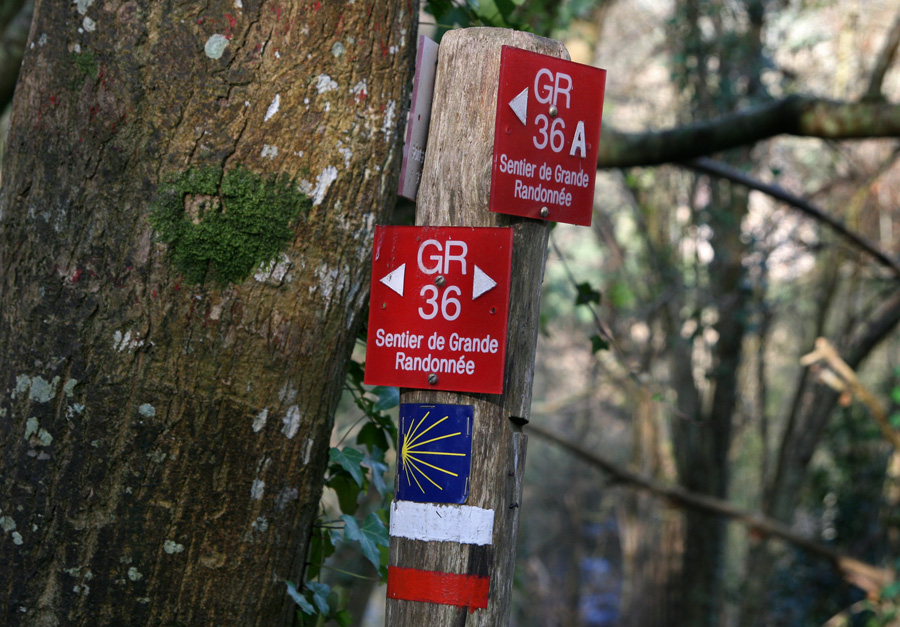
Balise des GR 36 et GR 36A à Saint-Céneri-le-Gérei

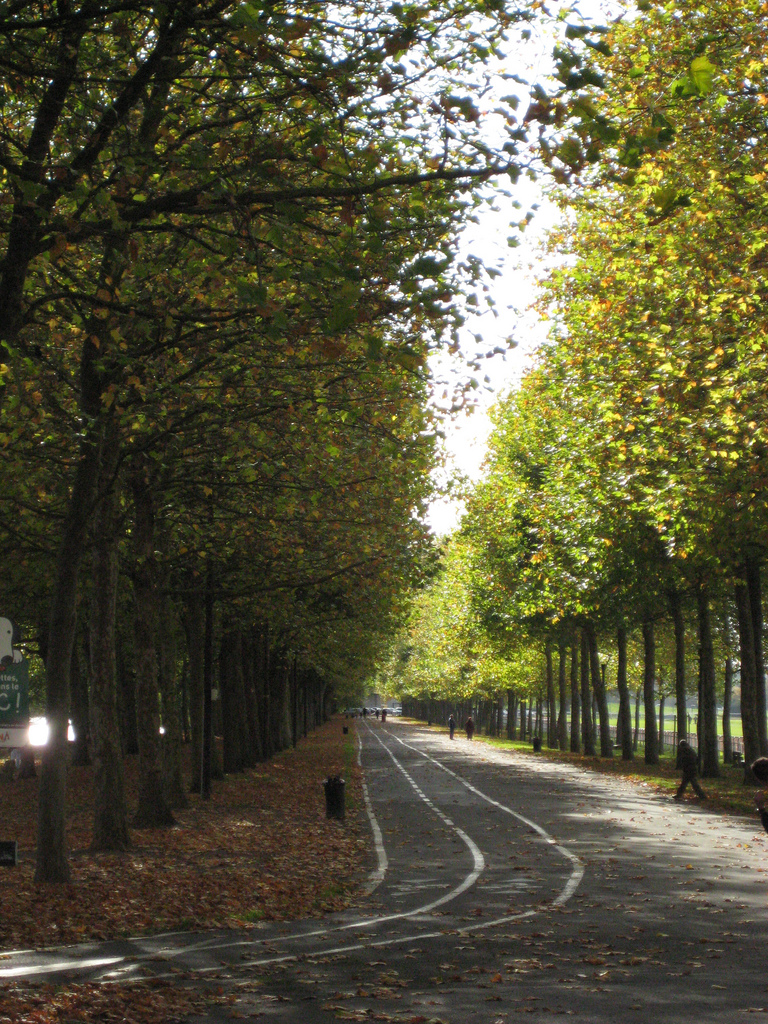
Le GR 36 à Caen

## Itinéraire
- Caen,
- Saumur,
- Thouars,
- Parthenay,
- Niort,
- Angoulême,
- Périgueux,
- Cahors,
- Villefranche-de-Rouergue,
- Albi,
- Mazamet,
- Carcassonne.

## Résumé de l'itinéraire

### En Normandie
Depuis Ouistreham jusqu'à Écouché, le chemin suit la vallée de l'Orne. Il emprunte Pegasus Bridge et le pont de Ranville avant de traverser la ville de Caen puis la Suisse normande en passant par Thury-Harcourt, Clécy, Pont-d'Ouilly, la Roche d'Oëtre, le lac de Rabodanges et Putanges-Pont-Écrepin, les boucles de l'Orne.
Puis il suit la vallée de la Cance dans la plaine d'Argentan avant de s'engager dans la forêt d'Écouves en passant par La Lande-de-Goult pour ensuite grimper jusqu'au Signal d'Écouves, point culminant de la Normandie, où il rejoint le GR 22.
Il ressort de la forêt à La Roche-Mabile puis rejoint les Alpes mancelles par la vallée du Sarthon jusqu'à Saint-Céneri-le-Gérei avant de s'engager dans la Sarthe en suivant la rivière éponyme.

### En Pays de la Loire

#### En Sarthe
Le GR 36 arrive en Sarthe par le pont romain après avoir quitté l’Orne via le village de Saint-Céneri-le-Gérei. Il traverse Saint-Léonard-des-bois, longe son église, puis prend de la hauteur afin d’offrir une vue plongeante sur la vallée. Il poursuit jusqu’à Saint-Georges-le-Gaultier.
Il passe ensuite près du viaduc de Saint-Georges (tramways de la Sarthe), Mont-Saint-Jean, entre dans la forêt de Sillé, longe son Grand Étang, et en ressort à l’est.
Après avoir effleuré Beaumont-sur-Sarthe et les vestiges de son château, il traverse le pont romain et poursuit vers Saint-Marceau.
Après avoir traversé la Sarthe, il arrive à Yvré-l'Évêque qu’il quitte par le pont romain.
Il entre dans le bois de Loudon et passe à proximité du château de la Buzardière avant de rejoindre Challes.
Il traverse le bois de Vaugautier et arrive à Saint-Mars-d’Outillé et au château de Segrais.
Après Marigné-Laillé, il entre dans la forêt de Bercé (forêt d’exception), et emprunte ses chemins jusqu’à Mayet, ville dans laquelle il arrive par le château du Fort des Salles.
Il poursuit jusqu’à Coulongé, longe le pavillon de Malidor, traverse le Loir, arrive au Lude et son château, puis quitte la Sarthe pour le Maine-et-Loire.

La traversée de la Sarthe du nord-ouest au sud fait découvrir une grande diversité de paysages, en premier lieu les Alpes Mancelles puis les prairies et zones inondables du centre du département. Le GR Passe ensuite par la ville du Mans avec la cité Plantagenêt, l’abbaye de l’Épau, l’arche de la nature, ainsi que les divers musées de cette ville. Après l’agglomération Mancelle, les plaines de conifères laissent place au paysage de la vallée du Loir.

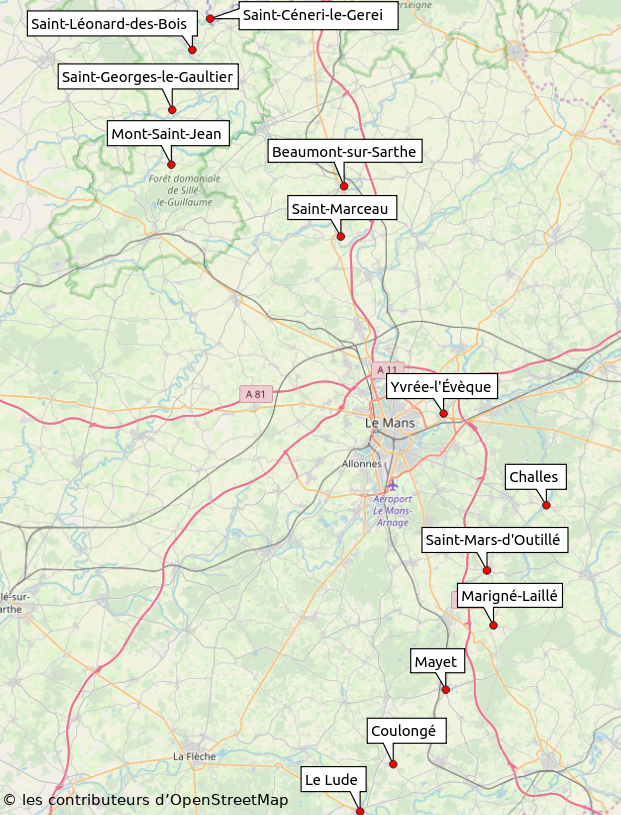
traversée de la Sarthe par le GR 36

## Grands sites sur le parcours

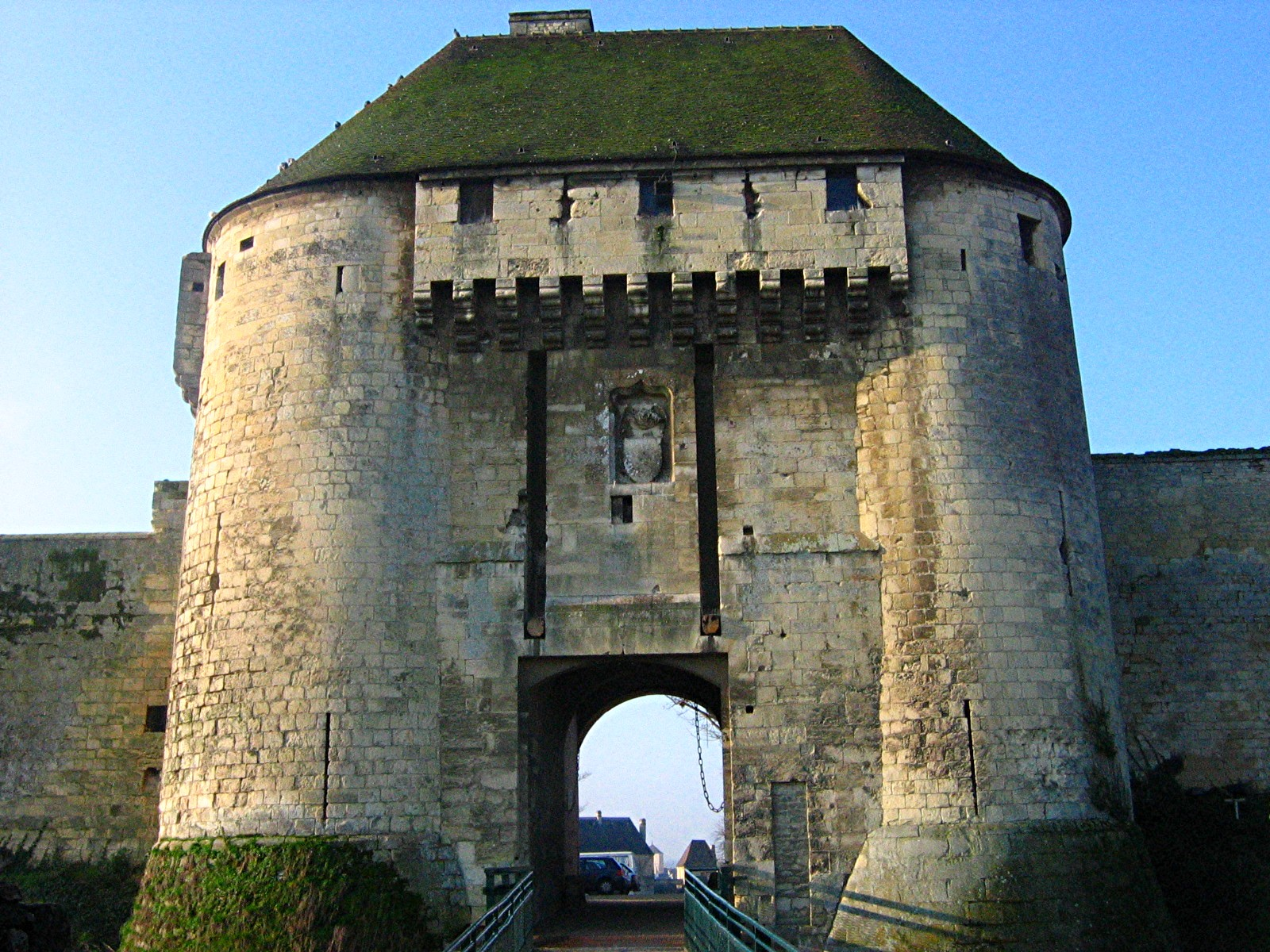
Château de Caen, Porte des champs.
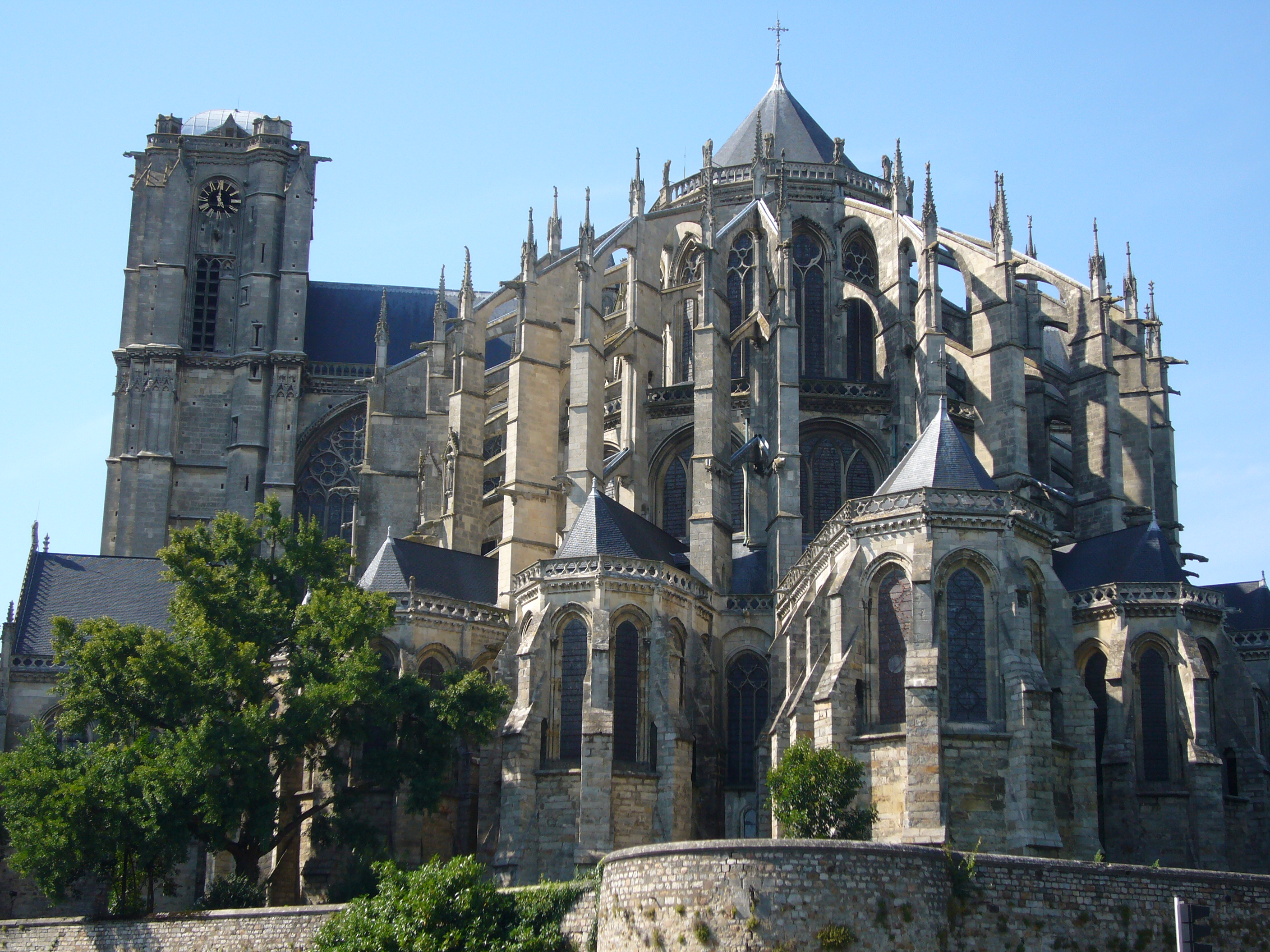
Chevet de la cathédrale Saint-Julien, Le Mans.
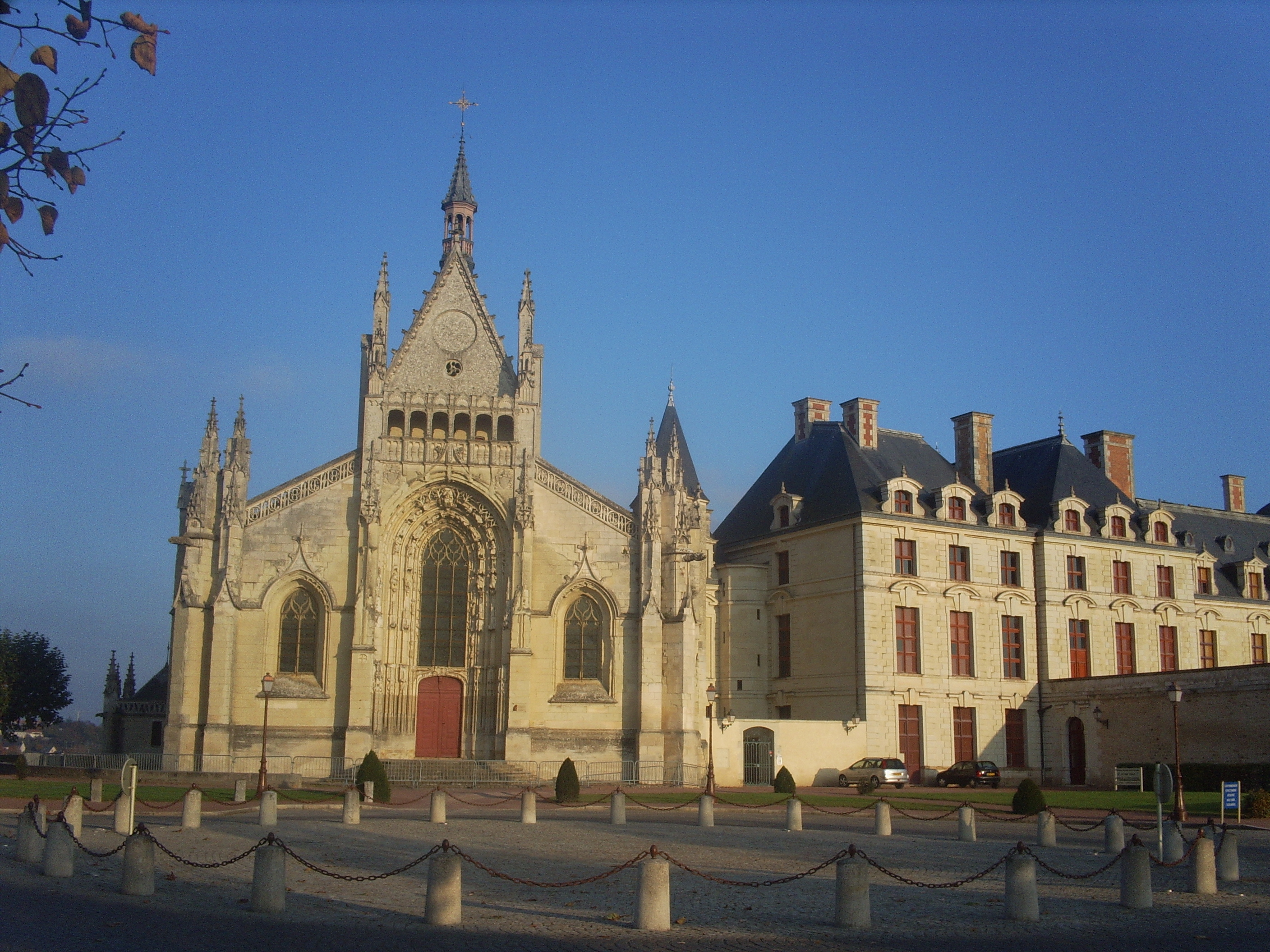
Chapelle et château des ducs de la Trémoïlle à Thouars.

Sur le trajet, on peut admirer plusieurs sites du patrimoine mondial de l'UNESCO :
- Au titre des chemins de Saint-Jacques-de-Compostelle :
- la Cathédrale Saint-Front de Périgueux ;
- les sites préhistoriques et grottes ornées de la vallée de la Vézère ;
- le Pont Valentré à Cahors ;
- la Cathédrale Saint-Étienne de Cahors ;
- la cathédrale Sainte-Cécile d'Albi
- la Cité de Carcassonne.

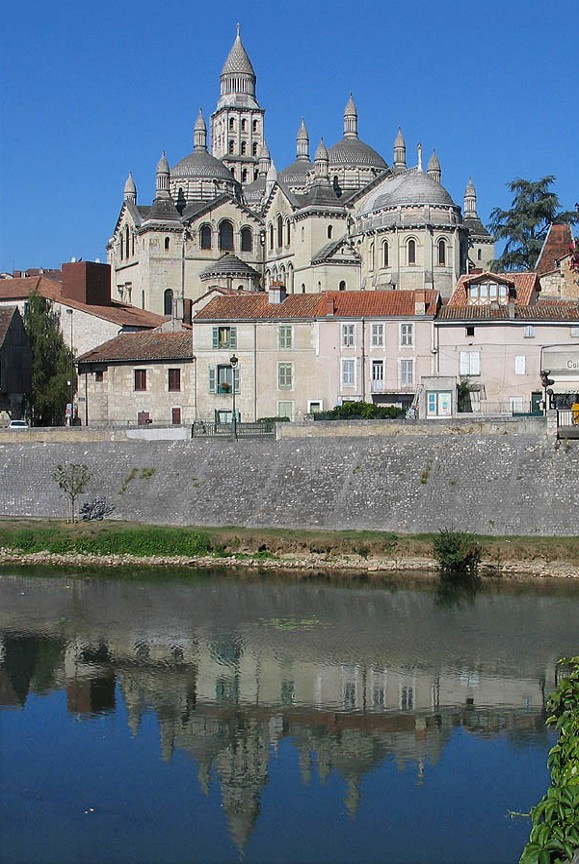
La cathédrale Saint-Front de Périgueux.
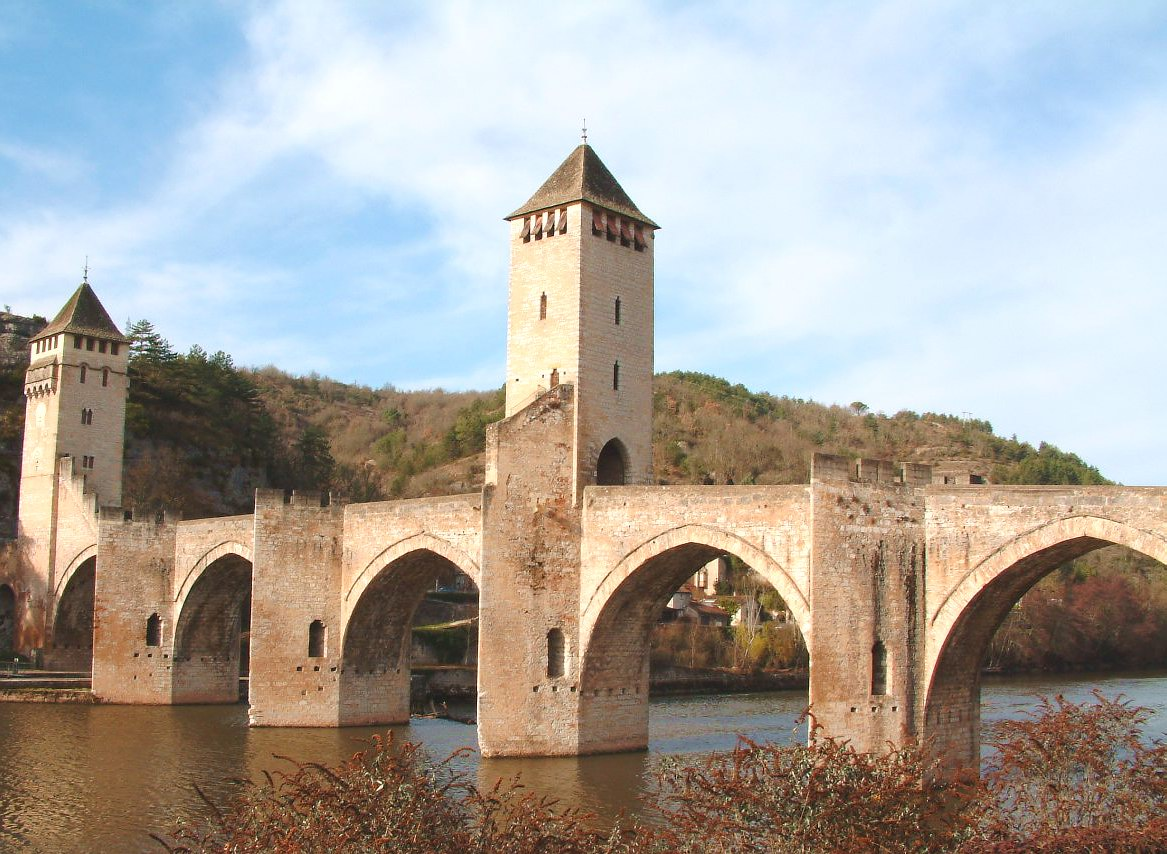
Le pont Valentré à Cahors.
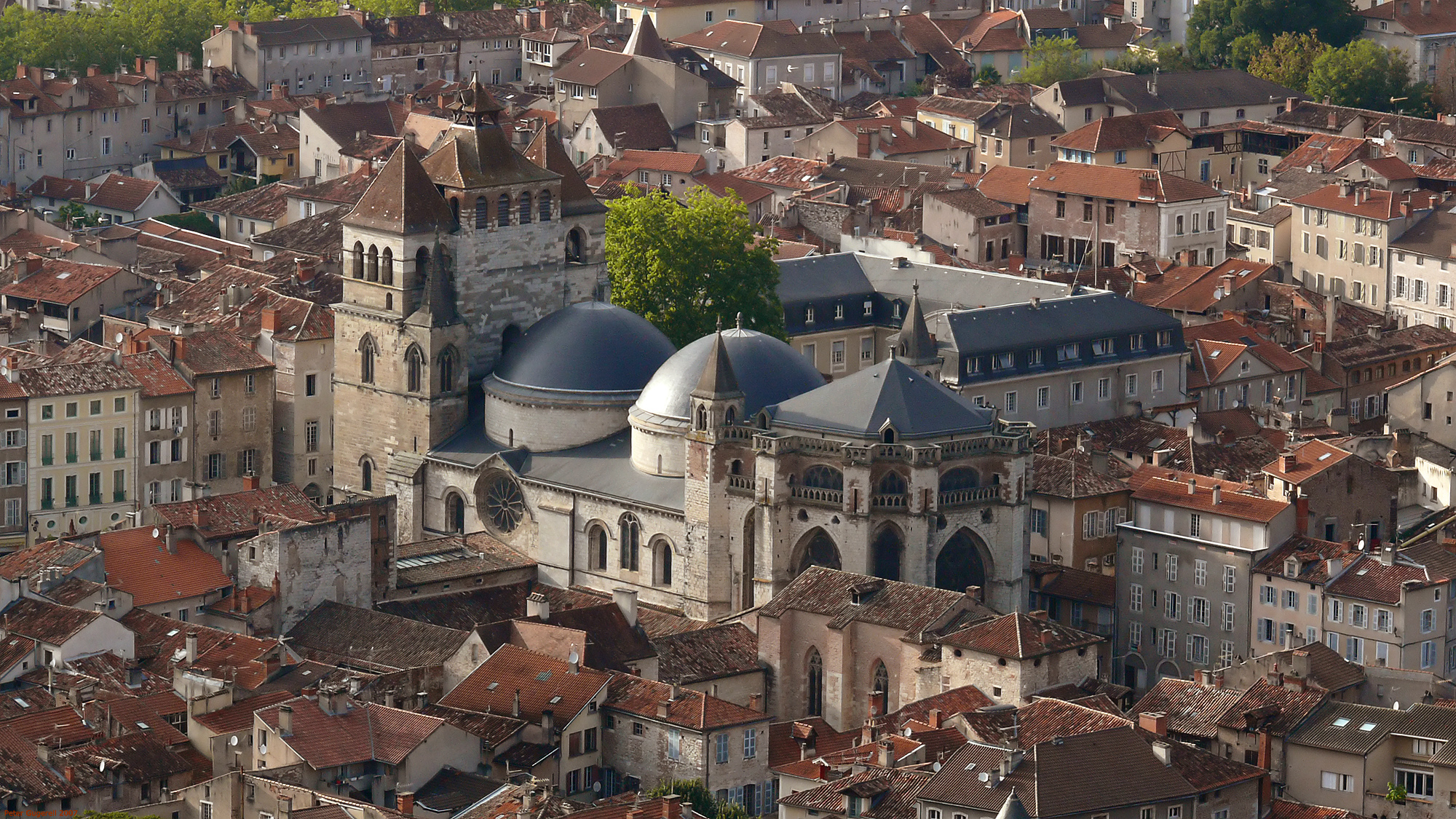
La cathédrale Saint-Étienne de Cahors.
Pont sur le Tarn et cathédrale Sainte-Cécile à Albi.
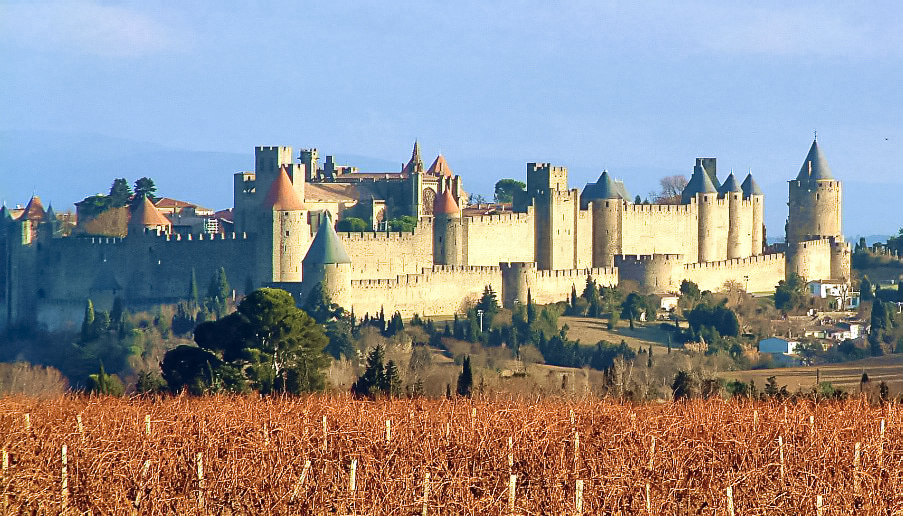
Les remparts de Carcassonne.